# سنترال رستورانته
سنترال رستورانته (اسپانیایی: Central Restaurante‎؛ معنای تحت‌اللفظی: رستوران مرکزی) رستورانی در محلهٔ محلهٔ بارانکوی لیما در پرو و رستوران اصلی سرآشپز نامدار پرویی بیرخیلیو مارتینس ولیس است که در سال ۲۰۰۸ بنیان نهاده شد و در عین حال کارگاه او در بررسی و ادغام مواد غذایی اولیهٔ پرویی در منوی رستوران است. این رستوران به خاطر ترجمان و دیدگاه امروزی‌اش از آشپزی پرویی و همچنین ارائه غذاهای بومی پرویی شهرت دارد. راهنمای غذاهای پرویی «سوموم» در سال ۲۰۱۲ آن را به‌عنوان بهترین رستوران کشور برگزید. مجلهٔ تخصصی رستوران آن را وارد فهرست ۵۰ رستوران برتر جهان کرد و سال بعد با ۳۵ پله صعود به رتبهٔ ۱۵ این فهرست دست یافت که بیشترین جهش برای یک رستوران محسوب می‌شود. «سوموم» در سال ۲۰۱۴ برای سومین سال پیاپی آن را به‌عنوان برترین رستوران پرو انتخاب کرد و علاوه بر آن جایزهٔ «بهترین غذاهای معاصر پرو» و «بهترین سوملیه» را هم دریافت کرد.
سنترال رستورانته به مدت ۳ سال متوالی (۲۰۱۴، ۲۰۱۵ و ۲۰۱۶) به عنوان بهترین رستوران آمریکای لاتین انتخاب شده‌است و در سال ۲۰۱۷ در رتبه دوم و در سال ۲۰۲۲ رتبه نخست را کسب کرده‌است. همچنین در میان ۵۰ رستوران برتر جهان قرار گرفت که در سال ۲۰۱۵ و ۲۰۱۶ چهارم شد و در سال ۲۰۱۷ پنجم، در سال ۲۰۱۸ ششم و در سال ۲۰۲۲ دوم شد.
سرانجام این رستوران در سال ۲۰۲۳ به‌عنوان بهترین رستوران جهان انتخاب شد.